# オバベン -京都ふたりの女弁護士-
『オバベン -京都ふたりの女弁護士-』（オバベン きょうとふたりのおんなべんごし）は、2013年から2016年までTBS系「月曜ゴールデン」で放送されたテレビドラマシリーズ。全2回。主演は羽田美智子。
京都に住む富永優美子と笠木一子の二人のおばさん弁護士（オバベン）。二人は司法研修の同期生であり、性格やキャリアも異なるがそれぞれの実力を認めながら協力し、自分自身の信念にも忠実に弁護に挑む。

## 登場人物

### 笠木法律事務所
事務所は笠木家の住宅も兼ねている
富永優美子〈45〉
演 - 羽田美智子
京都府在住の弁護士。男運がなく整理整頓が苦手。大手法律事務所で働き、頭の回転が速くわずかなヒントも見逃さない鋭い感覚を持つ敏腕弁護士として活躍していたが、トラブルに巻き込まれ事務所を離れ、独り身でペットの亀と生活している。20年前、笠木一子とは司法修士で同期だった。
笠木一子〈45〉
演 - 杉田かおる
所長で弁護士。情に厚く、町の人々のトラブルを親身になって解決している。捜査一課の刑事だった夫が5年前に殉職し、一人息子の駿と暮らしている。20年前、富永優美子とは司法修士で同期だった。
熊野マキ
演 - 青山倫子
事務員。独身。
笠木駿
演 - 林大暉（第1作）、玉山詩（第2作）
一子の一人息子。

### 京都府警鴨川西警察署
小金井研四朗
演 - 山田純大
警部。一子の亡き夫の後輩で優美子と一子の旧知の仲。
三浦博司
演 - いわすとおる
刑事。小金井の部下。

### その他
宮本正義
演 - 谷口高史
裁判長。

### ゲスト
★（被告人）
◆（被害者）
第1作「白装束の遺体がスーツケースの中に!? 老舗の旅館の跡取り息子が殺された犯人は毒嫁？目撃者は左ピアスの男？新コンビが挑む」（2013年）
- 歩川マリア（老舗料亭「歩や」若女将・元ホステス・大介の妻） - 山下裕子 ★
- 森下忍（笠木法律事務所の相談者・悪徳金融業者からの借金で悩んでいる） - 川崎亜沙美
- 住吉豊子（事件を目撃者した主婦・検察側の証人） - 竹内都子
- 歩川春海（「歩や」女将・佐知代の長女・大介と夏子の姉） - 棟里佳
- 歩川夏子（「歩や」女板前・佐知代の次女・春海の妹で大介の姉） - 遊井亮子
- 大井町聡（検事） - 上杉祥三
- 布施信彦（「歩や」顧問弁護士） - 渋谷哲平
- 磯谷静香（大介の元婚約者・検察側の証人） - 藤田瞳子
- 田村エリ（忍を王子様のように慕っている） - 英玲奈
- 歩川真一郎（「歩や」花板・春海の夫で歩川家婿養子） - 野元学二
- 歩川大介（「歩や」若社長・佐知代の長男・春海と夏子の弟） - 遠山悠介 ◆
- 井川（監察医・検察側の証人） - 稲田龍雄
- 記者 - 山根誠示、内藤邦秋
- 笠木法律事務所の相談者 - 高橋弘志
- マリアのホステス時代の客 - 窪田弘和
- 多田（スターパレス四条ホテル 支配人） - 下元佳好
- バーテン - 堀田貴裕
- 歩川佐知代（「歩や」大女将） - 高田美和

第2作「名門ホテル役員の怪死！20年前の火事の秘密…数字5に隠された謎!? 驚異の包丁トリック!? セレブ&ど根性…2人の最凶おばさん弁護士の図々しい戦い」（2016年）
- 一之瀬真央（一之瀬ホテル 社長・貢の妻） - 原田夏希（少女期：畑中咲菜） ★
- 香川安子（真央の秘書） - 遠藤久美子（少女期：大串有希） ★
- 一之瀬貢（一之瀬ホテル 常務） - 津田寛治 ◆
- 一之瀬東次郎（一之瀬ホテル 専務） - 三浦浩一
- 村上正吉（一之瀬家の運転手） - 中西良太
- 佐藤朋美（一之瀬家の家政婦） - 松井紀美江
- 堀吾郎（検事） - 青山勝
- 西尾岳（喫茶店の主人） - ノモガクジ
- 春日武彦（一之瀬家の顧問弁護士） - 水上竜士
- 岡部佳子（ホームセンターの店員・検察側の証人） - 三原あや
- 石井勝巳（監察医） - 浅田祐二
- 笠木法律事務所の相談者 - まつむら眞弓
- 香川（安子の父・20年前不審火で死亡） - 下元佳好
- 警備員 - 窪田弘和
- 記者 - 黒川英二、三谷昌登、中村彩実
- リポーター - すぎもとみさき

## スタッフ
- 脚本 - 瀧川晃代
- 監督 - 山下智彦
- 音楽 - 遠藤浩二
- 法律監修 - 野元学二
- 技術協力 - ジャパンブロードキャストソリューションズ(JBS)
- 法廷セット - 京都女子大学模擬法廷教室
- 編成担当 - 永山由紀子
- プロデューサー - 金丸哲也（東映）、進藤盛延（太秦映像）
- 製作協力 - 東映太秦映像
- 製作 - 東映、TBS

## 放送日程
- 第2作は当初は2015年11月16日に『2015 世界野球プレミア12・準々決勝』が中止であるか、日本代表が敗退し出場しない場合のみ放送する予定だったが、日本が準々決勝進出を決め、月曜ゴールデンの枠を含めた4時間枠（19:00-22:54）をあらかじめ設定したため、月曜ゴールデンの枠そのものが放送休止（野球は別枠特番扱い）となった。

| 話数 | 放送日        | サブタイトル | 脚本     | 監督     |
| ---- | ------------- | --- | -------- | -------- |
| 1    | 2013年6月24日 | 白装束の遺体がスーツケースの中に!? 老舗の旅館の跡取り息子が殺された犯人は毒嫁？ 目撃者は左ピアスの男？新コンビが挑む                  | 瀧川晃代 | 山下智彦 |
| 2    | 2016年2月29日 | 名門ホテル役員の怪死！20年前の火事の秘密…数字5に隠された謎!? 驚異の包丁トリック!? セレブ&ど根性…2人の最凶おばさん弁護士の図々しい戦い | 瀧川晃代 | 山下智彦 |